# Alfa 1-antichymotrypsin
Alfa 1-antichymotrypsin (symbol α1AC, A1AC, or a1ACT) är ett glykoprotein av globulintyp som vandrar i alfaregionen vid proteinelektrofores. Den tillhör serinproteasinhibitorfamiljen (serpin). Hos människor kodas den av SERPINA3-genen.

## Funktion
Alfa 1-antikymotrypsin hämmar aktiviteten hos vissa enzymer som kallas proteaser, såsom catepsin G som finns i neutrofiler och chymaser som finns i mastceller, genom att klyva dem till en annan form eller konformation. Denna aktivitet skyddar vissa vävnader, såsom nedre luftvägarna, från skador orsakade av proteolytiska enzymer.
Detta protein produceras i levern och är ett akutfasprotein som induceras under inflammation.

## Klinisk betydelse
Brist på alfa 1-antikymotrypsin har förknippats med leversjukdom. Mutationer har identifierats hos patienter med Parkinsons sjukdom och kronisk obstruktiv lungsjukdom.
Alfa 1-antikymotrypsin är också förknippat med patogenesen av Alzheimers sjukdom eftersom det ökar bildandet av amyloidfibriller i denna sjukdom.

## Interaktioner
Alfa 1-antikymotrypsin har visat sig interagera med DNAJC1.